# Cerro La Silla
El Cerro La Silla (10°03′00″N 64°05′37″O / 10.0499, -64.0937) es una formación de montaña ubicada en una exclusiva región natural al oeste del Cerro Tristeza, en el extremo norte del estado Anzoátegui, Venezuela. A una altura promedio de 1.669 m s. n. m. el Cerro La Silla es una de las montañas más altas en Anzoátegui.

## Ubicación
El Cerro La Silla es parte de un gran macizo montañoso de la Fila El Jardín, conformado por los cerros Dura Poco y La Fila al oeste y el Cerro Peonía hacia el sur. Los cerros La Pizarra y Santa Cruz se extienden más hacia el Oeste. La Fila es la extensión rocosa y menos boscosa de la Zona Protectora Macizo Montañoso del Turimiquire, parte del sistema montañoso nororiental de la cordillera de la Costa venezolana. La Fila está rodeada por varias quebradas por el norte, incluyendo la Quebrada Carapal, Cumanacoa y El Piero.  El acceso es muy rústico y se obtiene por cualquiera de varios caseríos que rodean las montañas al norte de El Samán, Anzoátegui.